# Пісня про Байду
«Пісня про Ба́йду» (В Цареграді на Риночку) — популярна народна історична пісня.

## Сюжет
Твір з'явився у XVI столітті і відомий у багатьох варіантах. Упродовж кількох віків його текст змінювався. Відносно фіксований виклад зберігся з XIX ст.
Основа сюжету — розповідь про трагічну загибель народного улюбленця, Байди. Документально це прізвище не зафіксовано, однак реальні історичні деталі сюжету дали підстави для пошуків конкретної особи, факти із життя якої покладено в основу оспіваного в думі образу. Існує кілька версій щодо його прототипу. Слово «Байда» сприймається як власна назва, додаток до прізвища — Байда-Вишневецький. Для тієї доби звично було давати героям влучні прізвиська. Однак українській мові відома й загальна назва «байда», яка ще наприкінці XIX століття вживалася на позначення гультяя, людини безтурботної. У сучасній літературній мові є спільнокореневі слова: «байдикувати», «байдуже».
За сюжетом, значення «гультяй» щодо слова «байда» не вмотивовується, хоча герой і п'є горілку «не день, не два, не одну нічку та й не годиночку». Насправді козаки так і проводили вільні від боїв і походів дні. Як стверджував дослідник запорозького козацтва Дмитро Яворницький:
У час створення пісні слово «байда» стосувалося людини відчайдушної та відважної і тільки згодом почало асоціюватися з Дмитром Вишневецьким котрий у 1563-му взяв участь у міжусобній боротьбі молдавських бояр, які зрадили його і відправили до Царгороду, де він мужньо загинув у страшних муках. Його відвазі та мужності віддавали належне польські хроністи, зокрема Марцін Бельський:
Вибір лука і стріл Байдою для виконання помсти не випадковий. Цю зброю запорозькі козаки використовували на ранніх етапах, запозичивши її у татар і турків. Ці слова — свідчення того, що думу створено на ранніх стадіях військової організації козаків. У ній образ Байди гіперболізований — наділений надзвичайними, надлюдськими якостями.
Трагічну смерть героя народ відтворив у багатьох легендах. В одній з них ідеться, що після смерті Дмитра Вишневецького турки з'їли його серце, сподіваючись отримати такі самі, як і в нього, відвагу та мужність. Складена в ті часи пісня швидко стала відомою в усій Україні, а численні варіанти відобразили специфіку її побутування в українських регіонах. Різняться вони багатьма епізодами, історичними реаліями, мовними особливостями. Один з таких варіантів записав у середині XIX ст. в Галичині й умістив у збірці «Народні пісні Галицької й Угорської Русі» (1878) етнограф Яків Головацький.
Сюжет пісні — низка чотирьох епізодів, виокремленна змістовно й за інструментальним виконанням:
- поява Байди в Цареграді на ринку;
- пропозиція султана та відмова Байди;
- гнів султана і його наказ стратити Байду;
- останнє прохання покараного і помста султанові.

На базі народної історичної пісні Гнатом Хоткевичем була скомпонована велика вокально-інструментальна композиція для хору, солістів та оркестру бандур.